# Itria Dini
Itria Dini es un deportista indonesio que compitió en atletismo adaptado. Ganó dos medallas en los Juegos Paralímpicos de Toronto 1976.

## Palmarés internacional
| Juegos Paralímpicos | Juegos Paralímpicos | Juegos Paralímpicos | Juegos Paralímpicos     |
| Año                 | Lugar               | Medalla             | Prueba                  |
| ------------------- | ------------------- | ------------------- | ----------------------- |
| 1976                | Toronto (Canadá)    | Medalla de oro      | Jabalina de precisión F |
| 1976                | Toronto (Canadá)    | Medalla de bronce   | Peso F                  |